# Dagaare (langue)
Le dagaare, ou dagara, est une langue gur du sous-groupe oti-volta, parlée au Burkina Faso et au Ghana principalement par les membres de l'ethnie Dagari. Le birifor, au Burkina Faso et en Côte d’Ivoire, est très proche et parfois considéré comme la même langue.
Près de 700 000 personnes parlent le dagaare du Sud en 2003 (ou dagari) et 388 000 en 2001) le dagaare du Nord (ou dagara).

## Langue orale
La langue orale est complexe, si l'on conjugue son système consonantique, son système vocalique (avec 9 phonèmes utilisant la tension), et son système tonal.

## Écriture
Au Burkina Faso, la première orthographe dagara est utilisée par les colonisateurs pour noter les noms de personnes ou les toponymes. Les missionnaires français contribuent aussi à cette orthographe lors de la rédaction de livres de chants, de catéchisme ou de livres de prière, principalement dans les années 1950 et 1960. Cette orthographe est fondée sur l’orthographe française, et donc utilise les accents pour indiquer la différence d’ouverture de voyelle ; les tons ne sont pas indiqués.
Cette orthographe ayant plusieurs lacunes, les intellectuels dagara se réunissent à plusieurs reprises pour élaborer une orthographe plus adéquate. En 1973, lors d’un de ces forums, auquel participent l’anthropologue Bernard Bozie Somé et le linguiste français Alain Delplanque, une orthographe dagara est publiée dans un rapport. En 1975, la Sous-commission du dagara est créée par le ministère de l’Éducation de Haute-Volta et prend l’orthographe de 1973 comme référence. En 1998, la Sous-commission du dagara publie un ensemble de règles de 1973, avec des commentaires, dans un livret Dagara sɛbrʋ mira, qui devient la norme pour l’orthographe dagara.
Au Ghana, la Dagaare Language Committee (Commission de la langue dagaare) publie son Guide to Dagaare Spelling (Guide de l’orthographe dagaare) en 1976 et une révision en 1982.

### Alphabets
| Majuscules | Majuscules | Majuscules | Majuscules | Majuscules | Majuscules | Majuscules | Majuscules | Majuscules | Majuscules | Majuscules | Majuscules | Majuscules | Majuscules | Majuscules | Majuscules | Majuscules | Majuscules | Majuscules | Majuscules | Majuscules | Majuscules | Majuscules | Majuscules | Majuscules | Majuscules | Majuscules | Majuscules | Majuscules | Majuscules | Majuscules | Majuscules | Majuscules | Majuscules | Majuscules | Majuscules | Majuscules | Majuscules | Majuscules |
| ---------- | ---------- | ---------- | ---------- | ---------- | ---------- | ---------- | ---------- | ---------- | ---------- | ---------- | ---------- | ---------- | ---------- | ---------- | ---------- | ---------- | ---------- | ---------- | ---------- | ---------- | ---------- | ---------- | ---------- | ---------- | ---------- | ---------- | ---------- | ---------- | ---------- | ---------- | ---------- | ---------- | ---------- | ---------- | ---------- | ---------- | ---------- | ---------- |
| A          | B          | Ɓ          | C          | D          | E          | Ɛ          | F          | G          | Gb         | H          | ’H         | I          | Ɩ          | J          | K          | Kp         | L          | ’L         | M          | N          | Ny         | Ŋ          | Ŋm         | O          | Ɔ          | P          | R          | S          | T          | U          | Ʋ          | V          | W          | ’W         | Y          | Ƴ          | Z          |            |
| Minuscules |            |            |            |            |            |            |            |            |            |            |            |            |            |            |            |            |            |            |            |            |            |            |            |            |            |            |            |            |            |            |            |            |            |            |            |            |            |            |
| a          | b          | ɓ          | c          | d          | e          | ɛ          | f          | g          | gb         | h          | ’h         | i          | ɩ          | j          | k          | kp         | l          | ’l         | m          | n          | ny         | ŋ          | ŋm         | o          | ɔ          | p          | r          | s          | t          | u          | ʋ          | v          | w          | ’w         | y          | ƴ          | z          |            |

Les tons sont indiqués à l’aide de diacritiques :
- l’accent grave pour le ton bas : ‹ à è ɛ̀ ì ɩ̀ ò ɔ̀ ù ʋ̀ › ;
- l’accent aigu pour le ton haut : ‹ á é ɛ́ í ɩ́ ó ɔ́ ú ʋ́ › ;
- et aucun accent pour le ton moyen.

La nasalisation est indiquée à l’aide du tilde. Une voyelle nasalisée à ton haut ou bas est surmontée du tilde sous l’accent.
| Majuscules | Majuscules | Majuscules | Majuscules | Majuscules | Majuscules | Majuscules | Majuscules | Majuscules | Majuscules | Majuscules | Majuscules | Majuscules | Majuscules | Majuscules | Majuscules | Majuscules | Majuscules | Majuscules | Majuscules | Majuscules | Majuscules | Majuscules | Majuscules | Majuscules | Majuscules | Majuscules | Majuscules | Majuscules | Majuscules | Majuscules | Majuscules | Majuscules | Majuscules | Majuscules | Majuscules | Majuscules | Majuscules |
| ---------- | ---------- | ---------- | ---------- | ---------- | ---------- | ---------- | ---------- | ---------- | ---------- | ---------- | ---------- | ---------- | ---------- | ---------- | ---------- | ---------- | ---------- | ---------- | ---------- | ---------- | ---------- | ---------- | ---------- | ---------- | ---------- | ---------- | ---------- | ---------- | ---------- | ---------- | ---------- | ---------- | ---------- | ---------- | ---------- | ---------- | ---------- |
| A          | B          | D          | E          | Ɛ          | F          | G          | H          | I          | J          | K          | L          | M          | N          | O          | Ɔ          | P          | R          | S          | T          | U          | V          | W          | Y          | Z          |            |            |            |            |            |            |            |            |            |            |            |            |            |
| Minuscules |            |            |            |            |            |            |            |            |            |            |            |            |            |            |            |            |            |            |            |            |            |            |            |            |            |            |            |            |            |            |            |            |            |            |            |            |            |
| a          | b          | d          | e          | ɛ          | f          | g          | h          | i          | j          | k          | l          | m          | n          | o          | ɔ          | p          | r          | s          | t          | u          | v          | w          | y          | z          |            |            |            |            |            |            |            |            |            |            |            |            |            |